# 中华人民共和国知识产权法
中华人民共和国知识产权法指中华人民共和国保护知识产权的法律体系，包括法律、行政法规和部门规章。

## 法律
- 《中华人民共和国商标法》
- 《中华人民共和国专利法》
- 《中华人民共和国著作权法》

## 行政法规
- 《商标法实施条例》
- 《专利法实施细则》
- 《著作权法实施条例》
- 《知识产权海关保护条例》
- 《计算机软件保护条例》
- 《集成电路布图设计保护条例》
- 《植物新品种保护条例》

## 部门规章
- 《驰名商标认定和保护规定》
- 《集体商标、证明商标注册和管理办法》
- 《专利实施强制许可办法》